# Guerra hispano-sudamericana
La Guerra hispano-sudamericana o Guerra de les Illes Xinxa fou un conflicte armat que va enfrontar al Regne d'Espanya contra les repúbliques de Xile i el Perú, seguides de Bolívia i l'Equador en menor grau. El conflicte es va iniciar amb l'ocupació espanyola de les Illes Xinxa en 1864 i va acabar amb el tractat de Pau signat a Lima, el 12 de juny de 1883.
Aquesta guerra és coneguda com a Guerra contra Espanya a Xile i Perú, mentre a Espanya l'anomenava la Guerra del Pacífic o Primera Guerra del Pacífic, tot i que aquest terme és generalment utilitzat per a referir-se a la guerra entre Bolívia, Xile i Perú, entre 1879 i 1883.

## La guerra
El conflicte diplomàtic entre Espanya i el Perú va començar amb una baralla entre peons espanyols d'una hisenda a Talambo i el terratinent peruà Manuel Salcedo que va acabar amb dos morts i diversos ferits. Les notícies que van arribar a la flota i el Govern espanyol va sol·licitar explicacions, i la manca d'entesa entre el Govern peruà i l'enviat espanyol va portar a l'ocupació espanyola de les peruanes Illes Xinxa en 1864. Malgrat els acords inicials entre Espanya i Perú mitjançant una resolució pacífica, el canvi de govern al Perú, forçat per un cop d'estat, va rebutjar aquest acord inicial. Xile va intervenir en el conflicte negant-se a proveir als vaixells espanyols primer i declarant la guerra a Espanya seguidament el 25 de setembre de 1865, Perú ho va fer el 13 de desembre i ja en 1866 també li van declarar la guerra a Espanya l'Equador (el 30 de gener) i Bolívia (el 22 de març).
Les accions de guerra es van donar entre 1865 i 1866, sent els principals combats navals el de Papudo, d'Abtao, el bombardeig de Valparaíso i la batalla del Callao. Les hostilitats van acabar en 1866 i es va aconseguir un armistici en 1871. Els tractats de pau es van signar de manera bilateral entre cada país sud-americà i Espanya en els anys 1879 (Perú i Bolívia), 1883 (Xile) i 1885 (Equador).